# Sean Doherty (Biathlet)
Sean Doherty (* 8. Juni 1995 in North Conway, New Hampshire) ist ein US-amerikanischer Biathlet. Mit insgesamt zehn Einzelmedaillen ist er der erfolgreichste männliche Athlet bei Jugend- und Juniorenweltmeisterschaften. Zudem debütierte er 2013 im Weltcup und nahm bisher an drei Olympischen Spielen teil.

## Sportliche Laufbahn

### Größtes Talent im Juniorenbereich
Sean Doherty wurde als Junior von Algis Shalna trainiert und galt schon in frühen Jahren als großes Talent. Seitdem er acht Jahre alt war betrieb er Skilanglauf, mit dem Biathlonsport begann er 2008. Schon 2009 gewann er als 13-Jähriger bei den US-Meisterschaften im Rollskibiathlon in der Jugendkategorie im Verfolgungsrennen hinter Ethan Dreissigacker die Silbermedaille. Sein internationales Debüt gab Doherty im Rahmen der Jugendweltmeisterschaften 2011 in Nové Město na Moravě und wurde unter anderem 37. der Verfolgung, ein Jahr später belegte er schon die Ränge 13 in Sprint und Verfolgung. Bei den Olympischen Jugendspielen 2012 sicherte er sich an der Seite von Anna Kubek, Heather Mooney und Patrick Caldwell die Bronzemedaille in der Skilanglauf- und Biathlon-Mixedstaffel. Sein Debüt im IBU-Cup gab der US-Amerikaner im November 2012 in Idre und wurde 73. eines Sprints.

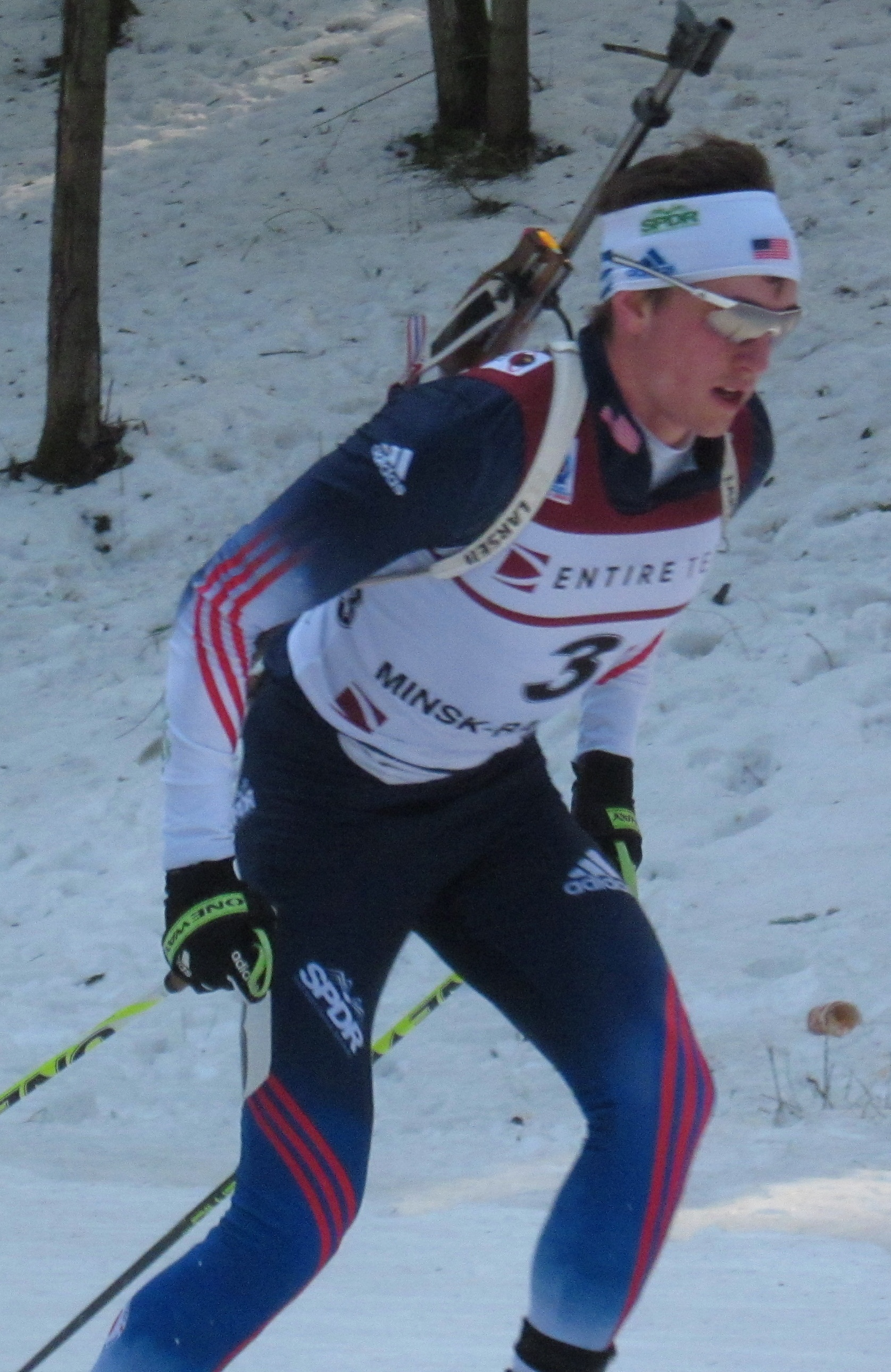
Doherty bei den Juniorenweltmeisterschaften 2015 in Minsk

Mit den Jugendweltmeisterschaften 2013 in Obertilliach begann die Erfolgsserie Dohertys. Im Einzel musste er sich einzig Aristide Bègue, im Sprint nur Fabien Claude geschlagen geben; in der Verfolgung sicherte er sich die Goldmedaille. Es war nach dem Titelgewinn von Jay Hakkinen 1997 erst der zweite Gewinn eines Titels bei Jugend- oder Juniorenweltmeisterschaften für einen US-Amerikaner. Aufgrund dieser Erfolge durfte er am Ende der Saison auch erstmals im Weltcup starten und erreichte im Sprint von Oslo nach fünf Schießfehlern Rang 84. Seine ersten Ranglistenpunkte im IBU-Cup gewann der 18-Jährige im November 2013 in Idre, überraschend wurde er zudem für die Olympischen Spiele von Sotschi nominiert und belegte zusammen mit Lowell Bailey, Russell Currier und Leif Nordgren den 15. Platz im Staffelrennen. Noch besser als die Titelkämpfe 2013 verliefen für Doherty die Jugendweltmeisterschaften 2014 im heimischen Presque Isle: Er gewann trotz vierer Schießfehler den Titel im Sprint, in der anschließenden Verfolgung sicherte er sich mit einem Vorsprung von über einer Minute auf Dmitri Schamajew ebenfalls die Goldmedaille. Einzig im Einzel musste er sich Jaroslaw Kostjukow geschlagen werden und lief auf den zweiten Rang. Im Laufe der Saison 2014/15, für die der US-Amerikaner erstmals in den Nationalkader aufgenommen wurde, erreichte er im Weltcup mit Bailey, Nordgren und Tim Burke zwei Top-10-Platzierungen in Staffelwettkämpfen, zudem nahm er am Saisonende erstmals an Weltmeisterschaften teil und verpasste als 45. der Verfolgung erste Ranglistenpunkte nur knapp.

### Schneller Aufstieg im Weltcup
Im Winter 2015/16 gelang Doherty ein weiterer Leistungssprung. Schon im ersten Wettkampf der Saison, einem Einzel in Östersund, erzielte er Rang 17 und lief damit deutlich in die Punkteränge. Insgesamt klassierte er sich im Saisonverlauf in acht weiteren Wettkämpfen unter den besten 40 Athleten, das Bestergebnis stellte dabei der 13. Platz im Sprint von Presque Isle dar. In der Gesamtwertung belegte der US-Amerikaner schlussendlich Rang 45, mit der Staffel verbesserte er sich bis auf einen fünften Platz. Seine letzten Juniorenweltmeisterschaften endeten mit dem Gewinn von Gold in der Verfolgung, Silber im Sprint und Bronze in der Verfolgung ebenfalls erfolgreich. Dahingegen gelang ihm in der Saison 2016/17 lediglich mit dem 18. Rang im Verfolger von Kontiolahti ein nennenswertes Ergebnis. In den Folgejahren manifestierte Doherty seinen Platz im US-Nationalkader und entwickelte sich nach den Rücktritten von Lowell Bailey und Tim Burke zum stärksten Athleten des Teams. Im Laufe des Weltcupwinters 2017/18 lief er in Individualbewerben dreimal auf Position 17 und einmal auf Platz 14, auch nahm er im Februar 2018 an seinen zweiten Olympischen Spielen teil, verpasste dort aber in den Einzelrennen die Top 40. Seine bis heute erfolgreichste Saison absolvierte Doherty 2018/19. Nach einem durchschnittlichen Start erreichte er nach dem Jahreswechsel in Ruhpolding seinen ersten Massenstart des Winters und stellte darin mit Rang 13 seine bisherige persönliche Bestplatzierung ein, in Soldier Hollow kam daraufhin im Verfolger auch sein erstes Top-10-Resultat zustande. Da er auch im Rahmen der Weltmeisterschaften 2019 vier Platzierungen unter den besten 25 Athleten zustande kamen, resultierte am Saisonende ebenjene Platzierung in der Weltcupgesamtwertung.

### Schwankende Leistungen
In den Saisons von Ende 2019 bis Anfang 2022 konnte Doherty die Vorleistungen nicht bestätigen. Sein bestes Ergebnis in dieser Zeit stellte ein 20. Rang im Sprint von Oberhof im Januar 2022 dar, in den Gesamtwertungen resultierten Platzierungen außerhalb der Top 50. Ein Erfolg gelang dem US-Amerikaner allerdings im März 2021, als er an der Seite von Susan Dunklee den dritten Rang im Single-Mixed-Wettkampf und damit seinen ersten Podestplatz im Weltcup erreichte. Bei den Olympischen Spielen 2022 erweckte er Aufmerksamkeit, als er als dritter Läufer der Mixedstaffel nach Susan Dunklee und Clare Egan im Einsatz war und bis auf den vierten Zwischenrang vorstieß. Eine Strafrunde des Schlussläufers Paul Schommer hatte allerdings zur Folge, dass die Staffel am Ende den siebten Platz belegte. Stark präsentierte sich Doherty im Winter 2022/23, in dem er den 32. Platz der Gesamtwertung erreichte und als Elfter des Sprints von Le Grand-Bornand sein zweitbestes Einzelergebnis im Weltcup verwirklichen konnte. Mit der Staffel kam in Ruhpolding nach längerer Zeit wieder eine Top-10-Platzierung zustande. Ebenfalls mit der Herrenmannschaft gelangen dem 28-Jährigen im Februar und März 2024 die besten Ergebnisse der Geschichte: Zunächst erreichten Doherty, Vincent Bonacci, Campbell Wright und Jake Brown im Rahmen der Weltmeisterschaften Platz fünf, in Soldier Hollow konnten sich die US-Amerikaner sogar um einen weiteren Platz verbessern und belegten Rang vier. Weniger erfolgreich schnitt er seither in den Individualwettkämpfen ab, sodass er nach den Weltmeisterschaften 2025 erstmals seit über zehn Jahren wieder im IBU-Cup an den Start ging und im Zuge der neuen Mannschaftseinteilung sogar seinen Platz im A-Kader verlor.

## Leistungen in den Teildisziplinen
Doherty galt zu Beginn seiner Karriere als großes Talent im Skilanglauf und zeigte besonders bei seinen Erfolgen auf Juniorenebene seine Klasse. Sein bester Wert im Weltcup datiert aus Dohertys erster kompletten Saison 2015/16, als er im Schnitt 1,1 Prozent schneller als der Median war. In den letzten Jahren war er auf der Strecke immer etwa durchschnittsgleich unterwegs. Seine Leistungen am Schießstand waren hingegen schon seit Beginn eher mittelmäßig und liegen seit seinem Debüt bei durchschnittlich 80,67 %. Die besten Werte am Schießstand erzielte er in seiner erfolgreichsten Saison 2018/19, wo der Liegendanschlag bei 82,7 und der Stehendanschlag bei 88,6 Prozent lag.

## Persönliches
Doherty ist Sportsoldat der U.S. Army und trägt den Dienstgrad Specialist. Er lebt in Center Conway im Bundesstaat New Hampshire und ist seit 2014 mit der Nordischen Kombiniererin und Biathletin Tara Geraghty-Moats in einer Lebensgemeinschaft.

## Statistiken

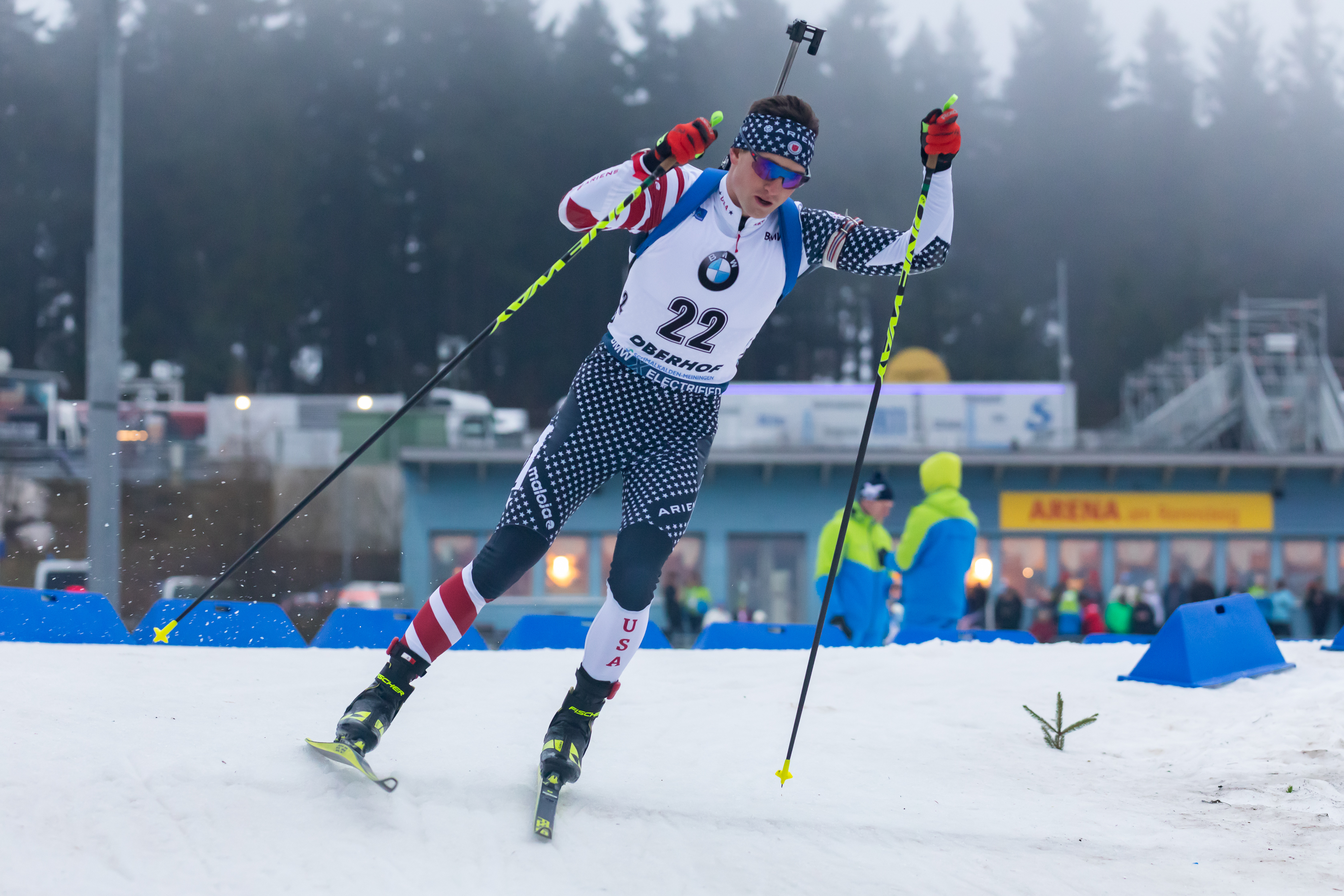
Doherty im Januar 2020 in Oberhof

### Weltcupplatzierungen
Die Tabelle zeigt alle Platzierungen (je nach Austragungsjahr einschließlich Olympische Spiele und Weltmeisterschaften).
- 1.–3. Platz: Anzahl der Podiumsplatzierungen
- Top 10: Anzahl der Platzierungen unter den ersten zehn (einschließlich Podium)
- Punkteränge: Anzahl der Platzierungen innerhalb der Punkteränge (einschließlich Podium und Top 10)
- Starts: Anzahl gelaufener Rennen in der jeweiligen Disziplin
- Staffel: inklusive Mixed- und Single-Mixed-Staffeln

| Platzierung               | Einzel | Sprint | Verfolgung | Massenstart | Staffel | Gesamt |
| ------------------------- | ------ | ------ | ---------- | ----------- | ------- | ------ |
| 1. Platz                  |        |        |            |             |         |        |
| 2. Platz                  |        |        |            |             |         |        |
| 3. Platz                  |        |        |            |             | 1       | 1      |
| Top 10                    |        |        | 1          |             | 29      | 30     |
| Punkteränge               | 11     | 37     | 26         | 7           | 72      | 153    |
| Starts                    | 26     | 78     | 52         | 7           | 72      | 235    |
| Stand: Saisonende 2024/25 |        |        |            |             |         |        |

### Weltcupwertungen
Ergebnisse bei Biathlon-Weltcups (Disziplinen- und Gesamtweltcup) gemäß Punktesystem:
| Saison  | Einzel | Einzel | Sprint | Sprint | Verfolgung | Verfolgung | Massenstart | Massenstart | Gesamt | Gesamt |
| Saison  | Platz  | Punkte | Platz  | Punkte | Platz      | Punkte     | Platz       | Punkte      | Platz  | Punkte |
| ------- | ------ | ------ | ------ | ------ | ---------- | ---------- | ----------- | ----------- | ------ | ------ |
| 2015/16 | 32.    | 31     | 41.    | 80     | 50.        | 36         | –           | –           | 45.    | 147    |
| 2016/17 | 59.    | 5      | 76.    | 9      | 56.        | 23         | –           | –           | 71.    | 37     |
| 2017/18 | 47.    | 13     | 32.    | 76     | 35.        | 59         | 39.         | 14          | 36.    | 162    |
| 2018/19 | 29.    | 38     | 29.    | 107    | 20.        | 131        | 27.         | 56          | 25.    | 332    |
| 2019/20 | 47.    | 17     | 41.    | 58     | 62.        | 9          | –           | –           | 50.    | 84     |
| 2020/21 | 61.    | 3      | 54.    | 36     | 50.        | 26         | –           | –           | 56.    | 65     |
| 2021/22 | –      | –      | 48.    | 49     | 50.        | 29         | –           | –           | 57.    | 78     |
| 2022/23 | 30.    | 33     | 27.    | 86     | 34.        | 57         | 35.         | 30          | 32.    | 206    |
| 2023/24 | –      | –      | 58.    | 14     | 73.        | 4          | –           | –           | 72.    | 18     |
| 2024/25 | –      | –      | 58.    | 15     | –          | –          | –           | –           | 71.    | 15     |

### Olympische Winterspiele
Ergebnisse bei Olympischen Winterspielen:
|                                             | Einzelwettbewerbe | Einzelwettbewerbe | Einzelwettbewerbe | Einzelwettbewerbe | Staffelwettbewerbe | Staffelwettbewerbe |
| Einzel                                      | Sprint            | Verfolgung        | Massenstart       | Männerstaffel     | Mixedstaffel       |                    |
| ------------------------------------------- | ----------------- | ----------------- | ----------------- | ----------------- | ------------------ | ------------------ |
| Olympische Winterspiele 2014 \| Sotschi     | –                 | –                 | –                 | –                 | 15.                | –                  |
| Olympische Winterspiele 2018 \| Pyeongchang | 44.               | 65.               | –                 | –                 | 6.                 | –                  |
| Olympische Winterspiele 2022 \| Peking      | 42.               | 47.               | 43.               | –                 | 13.                | 7.                 |

### Weltmeisterschaften

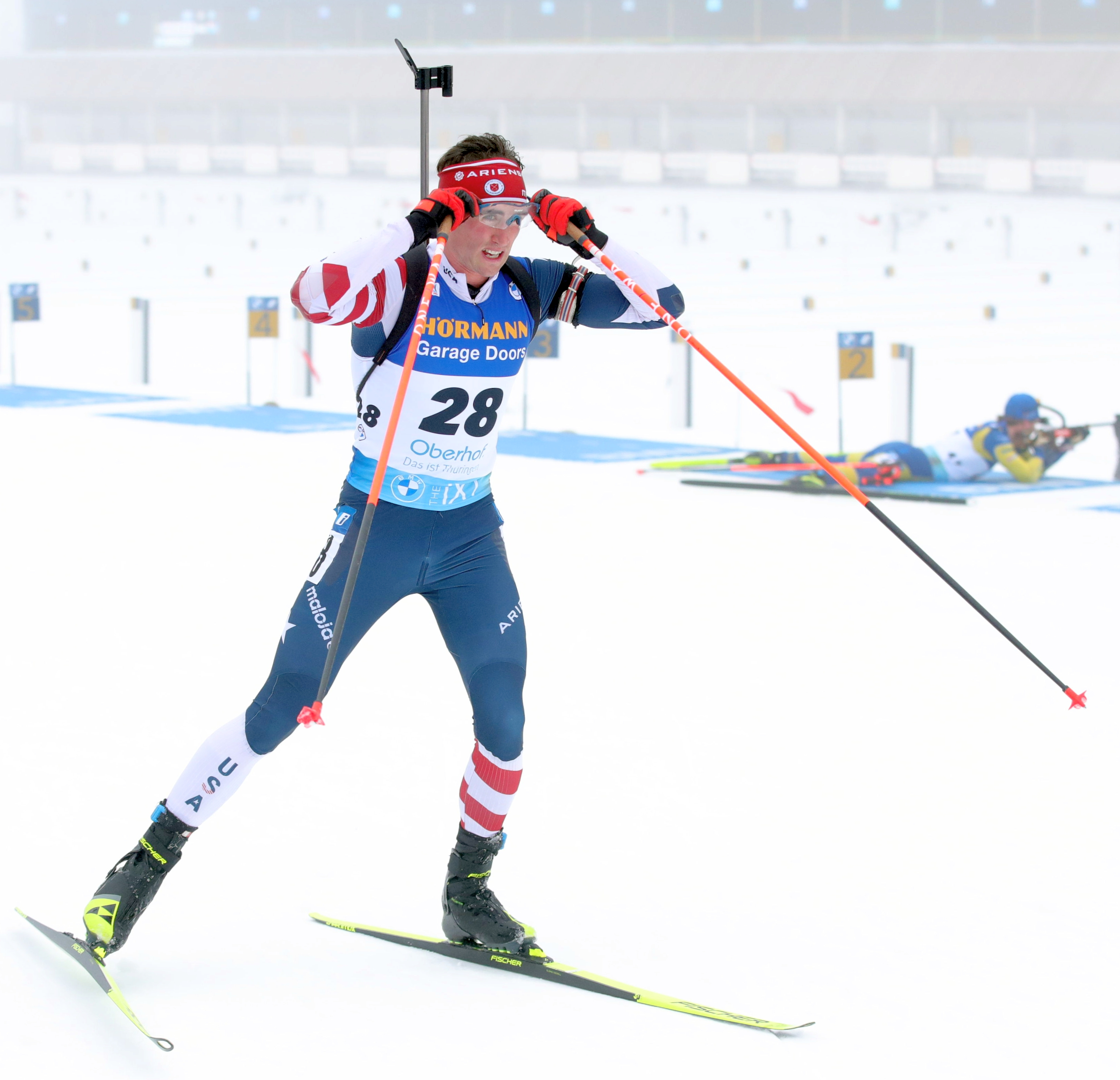
Doherty während des Sprintrennens bei den Weltmeisterschaften 2023 in Oberhof

Ergebnisse bei Weltmeisterschaften:
| Weltmeisterschaften | Weltmeisterschaften | Einzelwettbewerbe | Einzelwettbewerbe | Einzelwettbewerbe | Einzelwettbewerbe | Staffelwettbewerbe | Staffelwettbewerbe | Staffelwettbewerbe |
| Jahr                | Ort                 | Einzel            | Sprint            | Verfolgung        | Massenstart       | Männerstaffel      | Mixedstaffel       | S.-M.-Staffel      |
| ------------------- | ------------------- | ----------------- | ----------------- | ----------------- | ----------------- | ------------------ | ------------------ | ------------------ |
| 2015                | Kontiolahti         | 47.               | 55.               | 45.               | –                 | 14.                | –                  | nicht ausgetragen  |
| 2016                | Oslo                | 34.               | 43.               | 45.               | –                 | 8.                 | 10.                | nicht ausgetragen  |
| 2017                | Hochfilzen          | 58.               | 39.               | 55.               | –                 | 7.                 | 16.                | nicht ausgetragen  |
| 2019                | Östersund           | 17.               | 22.               | 20.               | 21.               | –                  | 19.                | 13.                |
| 2020                | Antholz             | 24.               | 44.               | 43.               | –                 | 8.                 | 13.                | 11.                |
| 2021                | Pokljuka            | 51.               | 78.               | –                 | –                 | 15.                | 12.                | 22.                |
| 2023                | Oberhof             | 35.               | 80.               | –                 | –                 | 12.                | 13.                | –                  |
| 2024                | Nové Město          | 23.               | 44.               | 26.               | 28.               | 5.                 | 11.                | –                  |
| 2025                | Lenzerheide         | –                 | 41.               | 45.               | –                 | 9.                 | –                  | –                  |

### Jugend-/Juniorenweltmeisterschaften
Doherty nahm bis 2014 an den Jugend-, ab 2015 an den Juniorenwettkämpfen teil.
| Weltmeisterschaften | Weltmeisterschaften | Einzelwettbewerbe | Einzelwettbewerbe | Einzelwettbewerbe | Männerstaffel |
| Jahr                | Ort                 | Einzel            | Sprint            | Verfolgung        | Männerstaffel |
| ------------------- | ------------------- | ----------------- | ----------------- | ----------------- | ------------- |
| 2011                | Nové Město          | 65.               | 50.               | 37.               | 12.           |
| 2012                | Kontiolahti         | 26.               | 13.               | 13.               | 15.           |
| 2013                | Obertilliach        | 2.                | 2.                | 1.                | 9.            |
| 2014                | Presque Isle        | 2.                | 1.                | 1.                | 5.            |
| 2015                | Minsk               | 14.               | 3.                | 11.               | 13.           |
| 2016                | Cheile Grădiștei    | 3.                | 2.                | 1.                | –             |